# Ben Foster (Schauspieler)

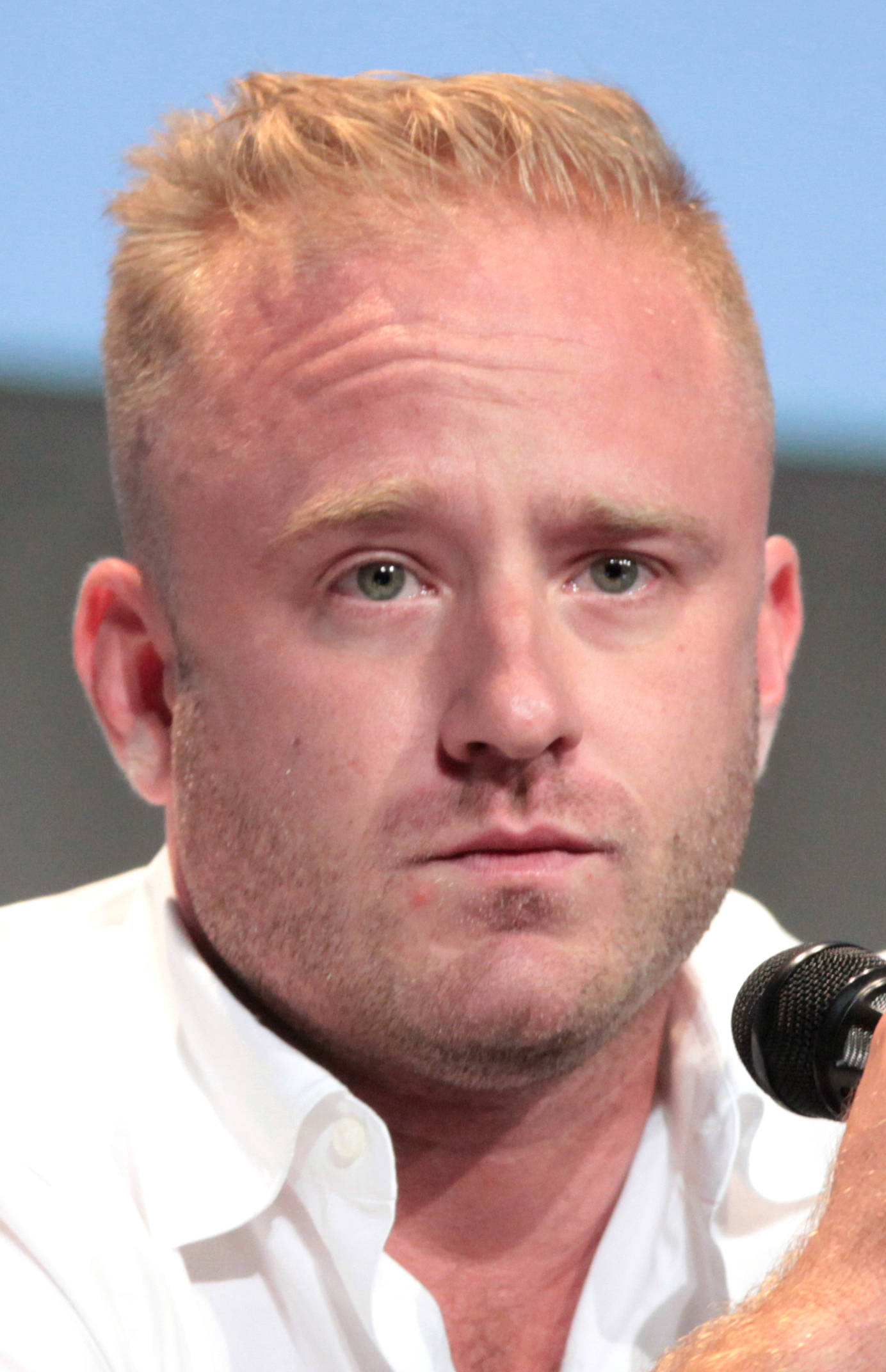
Ben Foster auf der Comic-Con (2015)

Benjamin „Ben“ A. Foster (* 29. Oktober 1980 in Boston, Massachusetts) ist ein US-amerikanischer Schauspieler.

## Herkunft und Karriere
Ben Foster wurde als Sohn der Restaurantbesitzer Gillian und Steven Foster geboren. Er hat einen vier Jahre jüngeren Bruder, Jon Foster, der ebenfalls Schauspieler ist. Beide leben heute in Los Angeles. Seine Großeltern väterlicherseits waren jüdische Emigranten aus Russland, er wurde jüdisch erzogen.
Mit vier Jahren zog Foster mit seiner Familie aus seiner Heimat Boston im neuenglischen US-Bundesstaat Massachusetts (Ostküste) ins ländliche Iowa (Mittlerer Westen), wo er mit 16 Jahren die High School abbrach und nach Los Angeles zog. Noch im selben Jahr (1997) war er in der US-Fernsehserie Tucker James, der Highschool-Blitz zu sehen.
In den darauffolgenden Jahren hatte Foster überwiegend Gastrollen in verschiedenen TV-Serien, bevor ihm 2001 mit einer Hauptrolle in der Hollywoodkomödie Ran an die Braut (neben Kirsten Dunst) der Sprung auf die große Kinoleinwand gelang. Nachdem er in Filmen wie 11:14 (2003) und The Punisher (2004) mitgespielt hatte – jeweils in einer Nebenrolle –, konnte Foster erneut eine Hauptrolle an Land ziehen; diesmal als psychopathischer Geiselnehmer in Hostage – Entführt (2005) als Antagonist von Bruce Willis und Kevin Pollak. Zudem wirkte er zwischen 2003 und 2005 in der erfolgreichen HBO-Dramedyserie Six Feet Under – Gestorben wird immer in einer wiederkehrenden Rolle als Nebendarsteller mit.
2006 spielte Foster im Hollywood-Blockbuster X-Men: Der letzte Widerstand den fliegenden Mutanten „Angel“; anschließend neben Russell Crowe im Western Todeszug nach Yuma (2007) den „Charlie Prince“, Ben Wades (Crowe) rechte Hand und Stellvertreter als Anführer von Wades Räuberbande. 2011 stellte er im Film The Mechanic, als zweite Hauptrolle neben Jason Statham, einen angehenden Profikiller dar. Im Film Warcraft: The Beginning, der auf der gleichnamigen Spielereihe basiert, spielt Foster den Magier Medivh.

## Privatleben
Foster war bis 2010 mit seiner Schauspielkollegin Antje Traue liiert, später mit Robin Wright. Ab 2016 war Foster mit der Schauspielerin Laura Prepon zusammen, sie heirateten im Mai 2018. Sie haben eine 2017 geborene Tochter und einen 2020 geborenen Sohn. Das Paar ist seit September 2023 getrennt, Foster reichte die Scheidung im November 2024 ein.

## Filmografie
- 1996–1997: Tucker James, der Highschool-Blitz (Flash Forward, Fernsehserie, 26 Folgen)
- 1998: Frühstück mit Einstein (Breakfast with Einstein)
- 1999: Liberty Heights
- 1999–2000: Voll daneben, voll im Leben (Freaks and Geeks, Fernsehserie, 2 Folgen)
- 2001: Ran an die Braut (Get Over It)
- 2002: Bang, Bang, Du bist tot (Bang Bang You’re Dead)
- 2002: Jede Menge Ärger (Big Trouble)
- 2002: The Laramie Project (Fernsehfilm)
- 2003: Northfork
- 2003: Nicht auflegen! (Phone Booth)
- 2003: 11:14
- 2003–2005: Six Feet Under – Gestorben wird immer (Six Feet Under, Fernsehserie, 22 Folgen)
- 2004: The Punisher
- 2004: The Heart Is Deceitful Above All Things
- 2005: Hostage – Entführt (Hostage)
- 2005: Dead Zone (The Dead Zone, Fernsehserie, Folge 4x06 The Last Goodbye)
- 2006: X-Men: Der letzte Widerstand (X-Men: The Last Stand)
- 2006: Alpha Dog – Tödliche Freundschaften (Alpha Dog)
- 2007: My Name Is Earl (Fernsehserie, 2 Folgen)
- 2007: Todeszug nach Yuma (3:10 to Yuma)
- 2007: 30 Days of Night
- 2008: Birds of America
- 2009: The Messenger – Die letzte Nachricht (The Messenger)
- 2009: Pandorum
- 2011: Here
- 2011: The Mechanic
- 2011: Rampart – Cop außer Kontrolle (Rampart)
- 2011: 360
- 2012: Contraband
- 2012: Robot Chicken (Fernsehserie, Folge 6x01)
- 2013: The Saints – Sie kannten kein Gesetz (Ain’t Them Bodies Saints)
- 2013: North of South, West of East
- 2013: Kill Your Darlings – Junge Wilde (Kill Your Darlings)
- 2013: Lone Survivor
- 2015: The Program – Um jeden Preis (The Program)
- 2016: The Finest Hours
- 2016: Warcraft: The Beginning (Warcraft)
- 2016: Hell or High Water
- 2016: Inferno
- 2017: Feinde – Hostiles (Hostiles)
- 2018: Leave No Trace
- 2018: Galveston – Die Hölle ist ein Paradies (Galveston)
- 2021: The Survivor
- 2022: Hustle
- 2022: Medieval
- 2022: The Contractor
- 2022: Emancipation
- 2023: Finestkind
- 2024: Sharp Corner